# Іжберда
Іжберда́ (рос. Ижберда) — присілок у складі Гайського міського округу Оренбурзької області, Росія.

## Населення
Населення — 170 осіб (2010; 218 у 2002).
Національний склад (станом на 2002 рік):
- башкири — 94 %